# Ducado de Wurtemberg

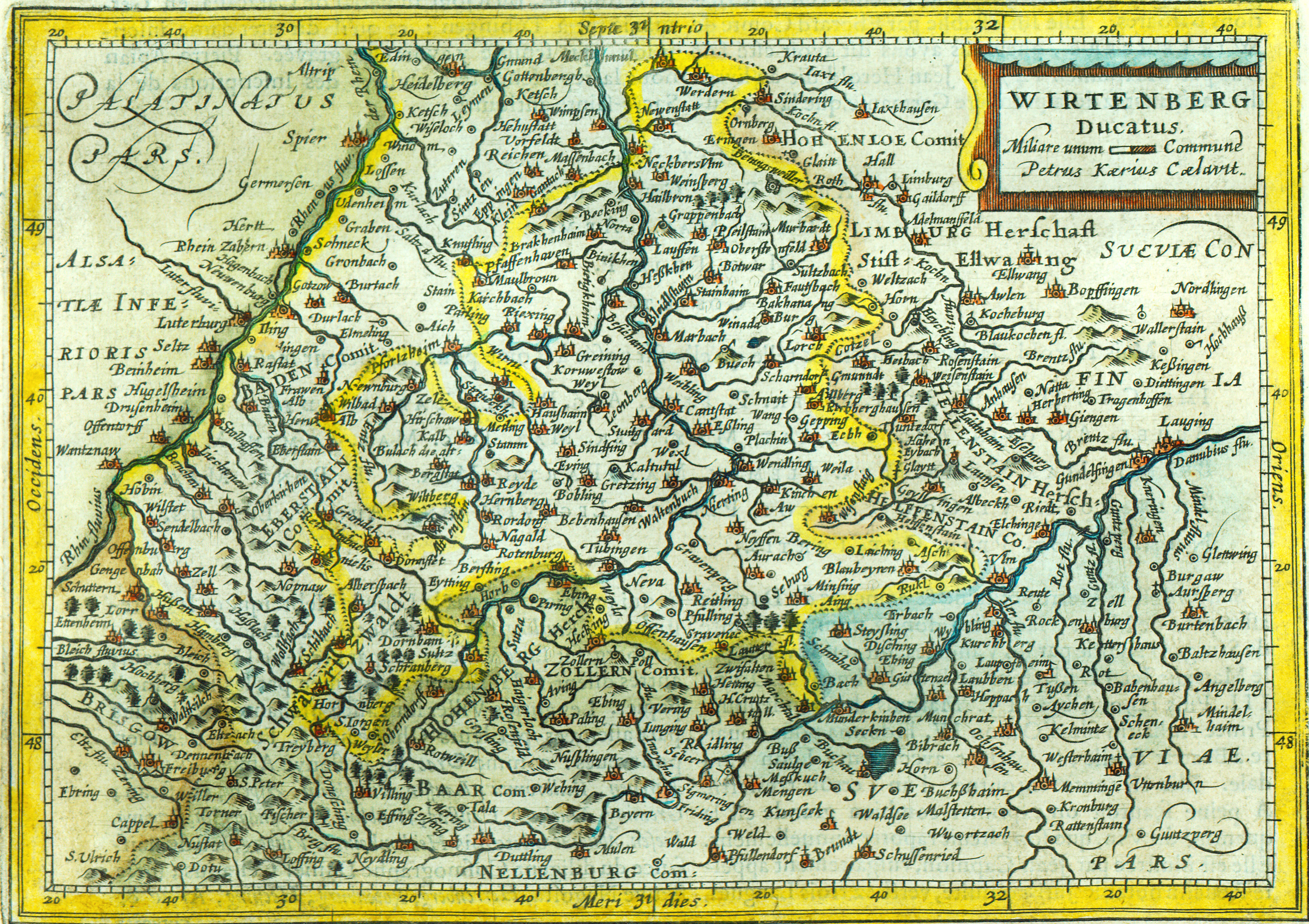
Mapa topográfico del ducado de Wurtemberg en Alemania meridional de c. 1619.

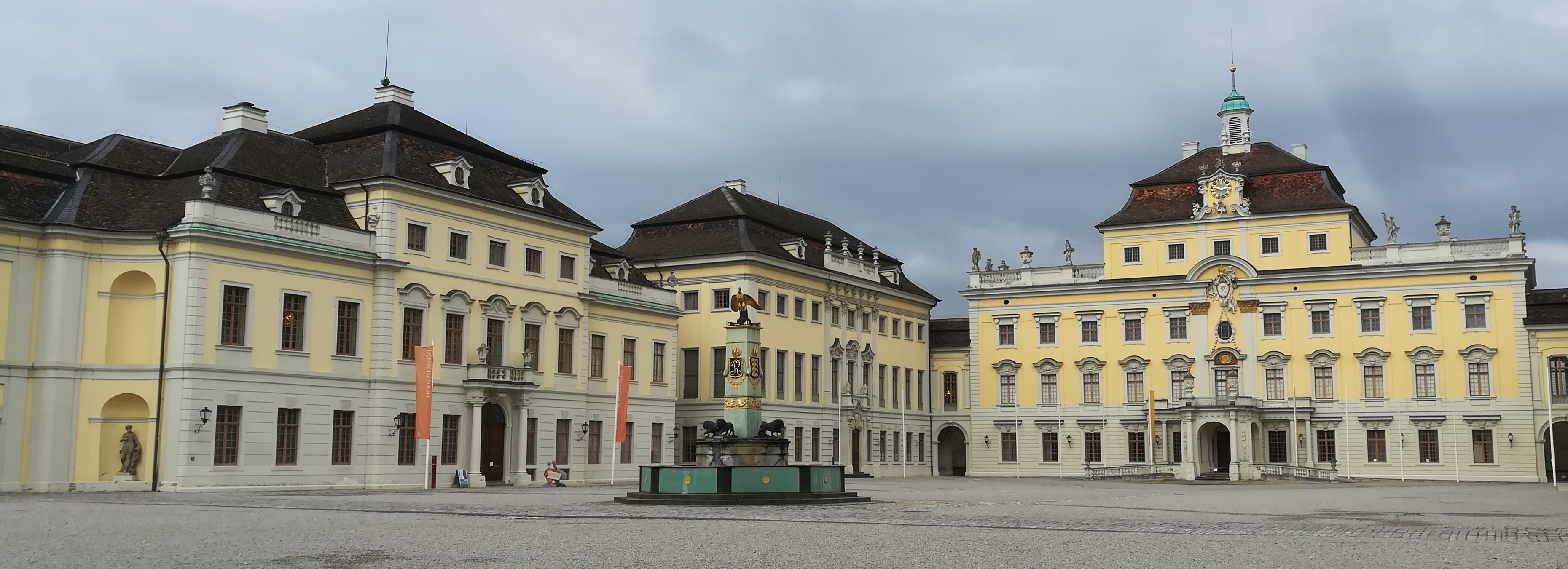
Palacio de Ludwigsburg, "floración barroca", patio interior.

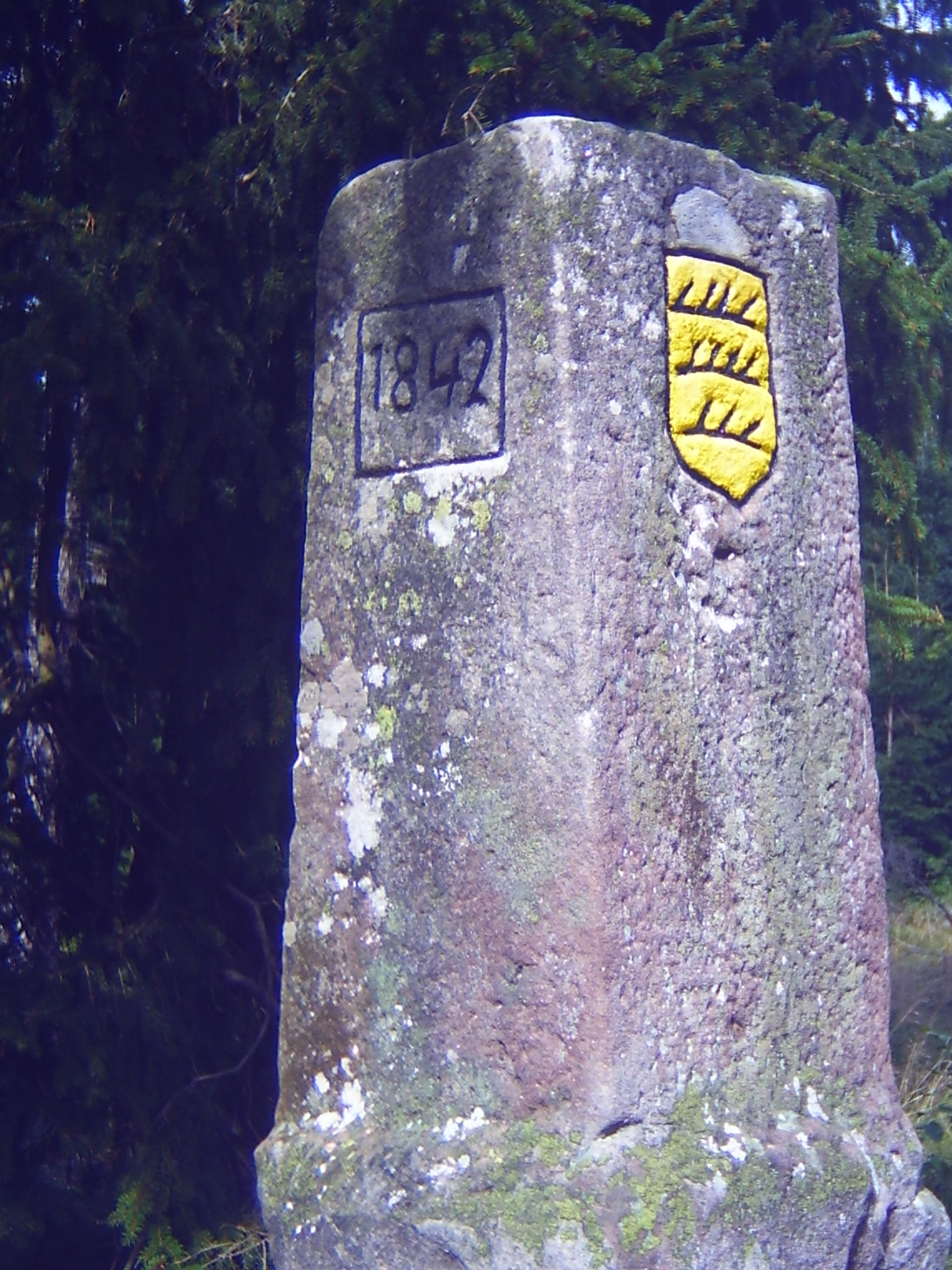
Mojón fronterizo entre Baden y Wurtemberg.

El Ducado de Wurtemberg (en alemán: Herzogtum Württemberg) fue un Estado en el sudoeste de Alemania. Fue un miembro del Sacro Imperio Romano Germánico de 1495 a 1806. La longevidad del ducado durante cuatro siglos se debió a su tamaño, siendo de mayor extensión que sus inmediatos vecinos. Durante la Reforma protestante, Wurtemberg afrontó una gran presión del Sacro Imperio Romano Germánico para permanecer como miembro. Wurtemberg resistió repetidas invasiones francesas en los siglo XVII y XVIII, hallándose directamente en el camino entre los ejércitos franceses y austriacos que estaban enzarzados en la prolongada rivalidad entre la Casa de Borbón y la Casa de Habsburgo. En 1803, Napoleón elevó el ducado para ser el Electorado de Wurtemberg del Sacro Imperio Romano Germánico, y cuando él mismo abolió el Imperio en 1806, el Electorado fue elevado a Reino de Wurtemberg.

## Historia

### Duque Everardo I
Everardo V demostró ser uno de los gobernantes más enérgicos de Wurtemberg. En 1495 su condado se convirtió en ducado, pasando él mismo a ser ahora Everardo I. A su muerte en 1496 su primo, el Duque Everardo II lo sucedió por un corto reinado de dos años, terminando cuando fue depuesto.

### Duque Ulrico
El largo reinado (1498-1550) del Duque Ulrico, quien sucedió en el ducado siendo todavía un niño, probó ser un periodo de gran agitación para el país, y varias leyendas circulan en torno a este hombre dotado, inescrupuloso y ambicioso. Sus extorsiones para conseguir dinero para sus extravagantes placeres provocaron una rebelión conocida como arme Konrad (Pobre Konrad), que fue similar a la rebelión en Inglaterra liderada por Wat Tyler. Las autoridades pronto restauraron el orden, y en 1514 bajo el tratado de Tubinga, el pueblo aceptó pagar las deudas del duque, pero solo a cambio de varios privilegios políticos, fundándose entonces las libertades constitucionales del país.
El enfrentamiento de Ulrico con la Liga de Suabia, resultó en la invasión de sus fuerzas de Wurtemberg en 1519, expulsando al duque y la venta del ducado a Carlos V, emperador del Sacro Imperio, por 220 000 florines. Carlos entonces entregó Wurtemberg a su hermano, Fernando I, quien sirvió como gobernante nominal durante solo quince años. El descontento causado por la combinación del opresivo gobierno austriaco, los disturbios en Alemania que llevaron a la Guerra de los campesinos alemanes y las conmociones despertadas por la Reforma, pronto dieron a Ulrico una oportunidad para recuperar su ducado.
En mayo de 1534, ayudado por Felipe, landgrave de Hesse, y otros príncipes protestantes, Ulrico combatió en una batalla victoriosa contra las tropas de Fernando en Lauffen que acabó en el tratado de Kaaden. Cuando se convirtió en duque otra vez, fue gobernante de un ducado que era además feudo austriaco. Introdujo las doctrinas de la religión reformada y dotó de iglesias protestantes y escuelas a todo su territorio. Fundó el seminario de Tubinga (Tübinger Stift) en 1536. La conexiones de Ulrico con la Liga de Esmalcalda le llevaron a una segunda expulsión en 1546, pero en 1548 Carlos V lo reinstaló, aunque con la condición de permitir guarniciones imperiales y aceptar el Interim de Augsburgo.

## Reforma

### Duque Cristóbal
El hijo de Ulrico y sucesor, Cristóbal (1515-1568), completó la obra de convertir a sus súbditos a la fe reformada. Introdujo un sistema de gobierno para la iglesia, el Grosse Kirchenordnung, que duró en parte hasta el siglo XX. En este reinado se puso en pie una comisión que empezó a supervisar las finanzas, y los miembros de este cuerpo, todos ellos pertenecientes a las clases altas, ganaron considerable poder, principalmente a expensas de la población, que en ese tiempo, alcanzaba entre tres y cuatrocientas mil personas.

### Duque Luis
El hijo de Cristóbal, Luis, el fundador del Collegium Illustre en Tubinga, murió sin descendencia en 1593 y un pariente suyo, Federico I (1557-1608), sucedió en el ducado. Este enérgico príncipe ignoró los límites que restringían su autoridad bajo la rudimentaria constitución. En 1599, indujo al emperador Rodolfo II a liberar el ducado de la suzeranía de Austria. Austria, en ese tiempo, controlaba amplias regiones alrededor del ducado, conocidas como "Austria Anterior". Una vez más Wurtemberg se convirtió en un feudo inmediato del Imperio, asegurando su independencia.

### Duque Juan Federico
A diferencia de sus predecesores, el siguiente duque, Juan Federico (1582-1628), fracasó en su intento de convertirse en un gobernante absoluto, y a la fuerza tuvo que reconocer los límites de su poder. Durante este reinado, que finalizó en julio de 1628, Wurtemberg sufrió gravemente la Guerra de los Treinta Años, aunque el propio duque no tomó parte en ella.

## Guerra de los Treinta Años

### Duque Everardo III
El hijo de Federico y sucesor, Everardo III (1628-1674), sin embargo, se sumergió en la guerra como aliado de Francia y Suecia tan pronto como alcanzó la mayoría de edad en 1633. Después de la batalla de Nördlingen en 1634, las tropas imperiales ocuparon el ducado y el duque huyó al exilio. La Paz de Westfalia lo restauró, pero ante un país despoblado y empobrecido, pasó el resto de sus años esforzándose a reparar los desastres de la prolongada guerra. Wurtemberg fue un campo de batalla central de la Guerra; su población cayó un 57 % entre 1634 y 1655, principalmente por causas de muerte, enfermedades, disminución de la natalidad, y la emigración masiva de los campesinos aterrorizados.

### Duque Everardo Luis
Durante el reinado de Everardo Luis (1676-1733), quien sucedió con solo un año de edad cuando su padre, el Duque Guillermo Luis murió en 1677, Wurtemberg halló otro enemigo destructivo, Luis XIV. En 1688 durante la guerra de los Nueve Años, y en 1703 y 1707 durante la guerra de sucesión española los franceses entraron en el ducado, infligiendo brutalidades y penalidades sobre los habitantes. 
El país ahora escasamente poblado dio la bienvenida a los fugitivos valdenses, quienes realizaron un gran esfuerzo para restaurar la prosperidad. No obstante, las extravagancias del duque, ansioso por satisfacer los caros gustos de su amante, Christiana Wilhelmina von Grävenitz, neutralizaron parcialmente este beneficio. En 1704 Everardo Luis empezó la construcción del Palacio de Ludwigsburg, en el norte de Stuttgart, a imitación del Palacio de Versalles.

### Duque Carlos I Alejandro
Carlos I Alejandro, quien sería duque en 1733, se convirtió al Catolicismo mientras era oficial en el servicio austriaco. Su consejero favorito era el judío Josef Süss Oppenheimer, y surgieron suspicacias conforme que maestro y sirviente preparaban la supresión de la dieta (el parlamento local) y la introducción del Catolicismo. Sin embargo, la repentina muerte de Carlos Alejandro en marzo de 1737 puso un fin abrupto a cualquiera de estos planes, y el regente, Carlos Rodolfo de Wurtemberg-Neuenstadt, hizo ahorcar a Oppenheimer.

## Ruina y declive

### Duque Carlos Eugenio
Carlos Eugenio (1728-1793), quien alcanzó la mayoría de edad en 1744, parecía dotado, pero vicioso y extravagante, pronto cayó en manos de indignos favoritos. Gastó una gran cantidad de dinero en la construcción del "Nuevo Castillo" en Stuttgart, y se puso contra Prusia durante la Guerra de los Siete Años de 1756-1763, que se hizo impopular entre sus súbditos protestantes.
Su entero reinado mostró disensiones entre el gobernante y los gobernados, y los irregulares y arbitrarios métodos del duque para conseguir dinero suscitaron gran descontento. Sobrevinieron la intervención del emperador e incluso de potencias extranjeras, y en 1770 un acuerdo formal retiró algunos de los agravios de la población. Carlos Eugenio no mantuvo sus promesas, aunque en su vejez hizo algunas concesiones. 

### Duque Luis Eugenio
Carlos Eugenio no dejó herederos legítimos, y fue sucedido por su siguiente hermano, Luis Eugenio (m. 1795), quien no tenía hijos, por lo que pasó al siguiente, Federico Eugenio (m. 1797). Este último príncipe, quien había servido en el ejército de Federico II el Grande, con quien estaba emparentado por matrimonio, había gestionado sus fincas familiares en torno a Montbéliard y educado a sus hijos en la fe protestante como francófonos. Toda la subsiguiente familia real de Wurtemberg son sus descendientes.

### Duque Federico Eugenio (1795-1797)
Durante el breve reinado de Federico Eugenio, tropas de la República Francesa a las órdenes del General Moreau invadieron Wurtemberg (1796), obligando al duque a retirar sus tropas del ejército imperial y pagar reparaciones por 8 millones de francos. Aunque solo gobernó durante dos años, Federico II Eugenio salvó con efecto la independencia del ducado. A través del matrimonio de sus hijos tenía destacadas conexiones en toda Europa, incluyendo enlaces con las familias reales de Rusia, Austria y Reino Unido.

### Duque Federico II
El hijo de Luis Eugenio, Federico II, se convirtió en duque en 1797. El Protestantismo volvió al hogar de la casa ducal, y la familia real se adhirió a la fe protestante a partir de entonces.
Federico II (1754-1816), un príncipe que se modelaba en Federico el Grande, tomó parte en la guerra contra Francia desafiando los deseos de su pueblo, y cuando los franceses invadieron de nuevo y devastaron el país se retiró a Erlangen, donde permaneció hasta la conclusión de la paz de Lunéville el 9 de febrero de 1803. Mediante un tratado privado con Francia, firmado en marzo de 1802, cedió sus posesiones en la margen izquierda del Rin, recibiendo a cambio nueve ciudades imperiales: Aalen, Biberach an der Riß, Esslingen am Neckar, Hall, Heilbronn, Reutlingen, Schwäbisch, Ulm, Weil der Stadt y algunos otros territorios, reuniendo conjuntamente unas 850 millas cuadradas (2200 km²) y conteniendo unos 124 000 habitantes.
También aceptó de Napoleón en 1803 el título de Príncipe-elector. Los nuevos distritos no fueron incorporados al ducado, sino que permanecieron separados; fueron conocidos como "Nuevo Wurtemberg" y fueron gobernados sin asamblea (dieta). Otras áreas fueron adquiridas en 1803-1806 como parte del proceso alemán de mediatización. En 1805 Wurtemberg tomó las armas al lado de Francia durante la Tercera Coalición, y por el tratado de Presburgo, en diciembre de 1805 el elector recibió varias posesiones austriacas en Suabia y otros territorios como recompensa.